# Stygobromus allegheniensis
Stygobromus allegheniensis är en kräftdjursart som först beskrevs av John R. Holsinger 1967.  Stygobromus allegheniensis ingår i släktet Stygobromus och familjen Crangonyctidae. Inga underarter finns listade i Catalogue of Life.